# Ткачук, Андрей Михайлович
Андре́й Миха́йлович Ткачу́к (рум. Andrei Tcaciuk; 10 февраля 1982, Бендеры, Молдавская ССР, СССР) — молдавский футболист, полузащитник.

## Карьера
Воспитанник бендерской школы футбола.
После ухода из «Нистру» из-за больших финансовых проблем клуба, игроком интересовались такие команды как кишинёвский «Зимбру», «Оболонь» из Киева, а также «Олимпия» из города Бельцы. Игрок сделал свой выбор на последней команде. Выходил в основных составах в матчах Лиги Европы как в составе «Нистру», так и в составе «Олимпии».
В июле 2012 года был отдан в аренду в даугавпилсскую «Даугаву».

## Достижения
«Нистру»
- Серебряный призёр чемпионата Молдавии: 2005
- Бронзовый призёр чемпионата Молдавии: 2006/07, 2007/08
- Обладатель Кубка Молдавии: 2005
- Финалист Кубка Молдавии: 2006, 2007, 2008

«Олимпия»
- Бронзовый призёр чемпионата Молдавии: 2010
- Полуфиналист Кубка Молдавии: 2010